# Santa María Tonameca
Santa María Tonameca è un comune del Messico, situato nello stato di Oaxaca.